# Repressão soviética na Bielorrússia

Emblema da RSS Bielorrussa

A repressão soviética na Bielorrússia refere-se aos casos de perseguição de pessoas na Bielorrússia sob o regime comunista. Isso inclui a perseguição de pessoas por suposta atividade contra-revolucionária, bem como a deportação de pessoas para outras regiões da URSS com base em suas origens sociais, étnicas, religiosas ou outras.

## História
A repressão começou em 1917 e atingiu seu auge durante a década de 1930, especialmente durante o Grande Expurgo da URSS de 1937-1938. Intelectuais e políticos bielorrussos foram executados durante a noite de 29 a 30 de outubro de 1937, como consequência docom o fabricado Caso da União de Libertação da Bielorrússia em 1930. Milhares de poloneses foram mortos durante a Operação Polonesa do NKVD (1937 –38), e suas famílias freqüentemente deportadas para a República Socialista Soviética do Cazaquistão.

Outra onda de repressão ocorreu em 1939-1941 na Bielorrússia Ocidental após sua anexação à URSS, quando milhares de kulaki, sacerdotes, líderes sociais e políticos, ex-oficiais poloneses e osadniki foram exterminados ou reinstalados à força no Cazaquistão, na Sibéria e em outras regiões do país. A repressão parou em grande parte após a morte de Josef Stalin em 1953. O número exato de pessoas que se tornaram vítimas da repressão soviética na Bielorrússia é difícil de determinar porque os arquivos da KGB na Bielorrússia permanecem inacessíveis aos pesquisadores.

## Número de vítimas
De acordo com estimativas incompletas, aproximadamente 600.000 pessoas foram vítimas da repressão soviética na Bielorrússia entre 1917 e 1953. Outras estimativas aumentam o número para mais de 1,4 milhões de pessoas, com 250.000 condenados pelo judiciário ou executados por órgãos extrajudiciais (dvoikas, troikas, comissões especiais da OGPU, NKVD, MGB). Excluindo os condenados nos anos 1920-1930, mais de 250.000 bielorrussos foram deportados como kulaks ou como membros da família de kulaks para regiões fora da República Soviética da Bielorrússia.
358.686 pessoas supostamente vítimas da repressão soviética foram condenadas à morte na Bielorrússia em 1917-1953, segundo o historiador Vasil Kushner. No total, cerca de 200.000 vítimas da repressão política soviética foram reabilitadas na Bielorrússia entre 1954 e 2000.

## Efeitos da repressão

### Ciência

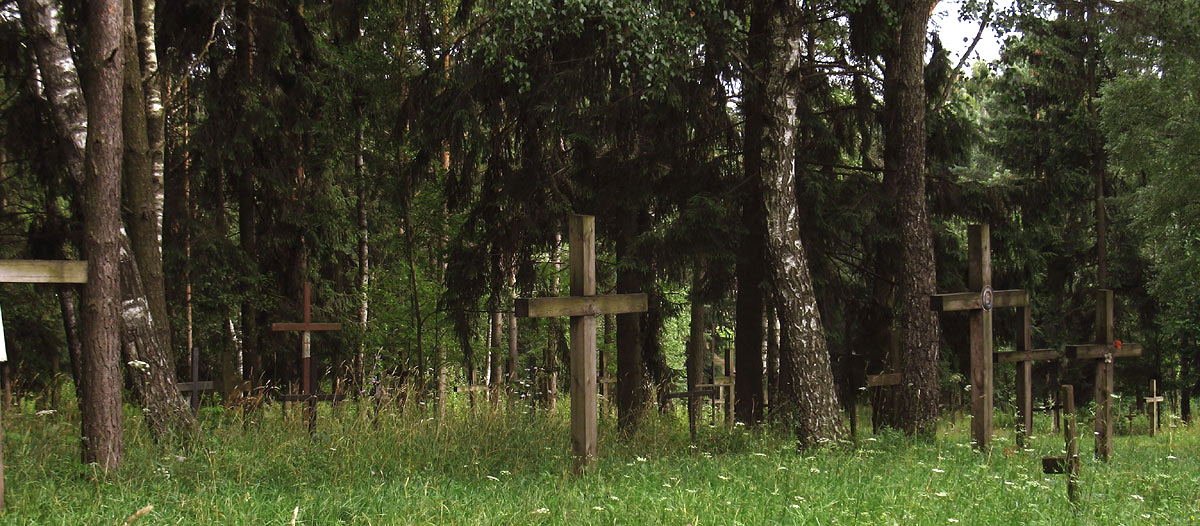
Kurapaty, um antigo local de extermínio em massa soviético perto de Minsk

Segundo Kushner, na década de 1930, apenas 26 acadêmicos bielorrussos e 6 membros correspondentes da Academia de Ciências da Bielorrússia não foram afetados pelas repressões. De 139 estudantes de doutorado (aspirantes) na Bielorrússia a partir de 1934, apenas seis pessoas escaparam da execução durante as repressões. Segundo Kushner, as repressões soviéticas praticamente impediram qualquer pesquisa de humanidades na Bielorrússia.
Segundo o historiador bielorrusso-sueco Andrej Kotljarchuk, na década de 1930, os soviéticos exterminaram fisicamente ou baniram pesquisas de 32 historiadores de Minsk, com suas obras sendo também excluídas das bibliotecas. Segundo Kotljarchuk, as autoridades soviéticas destruíram fisicamente a escola bielorrussa de estudos de história da época.

### Literatura
Segundo o historiador Leanid Marakou, de aproxiamente 540-570 escritores que haviam sido publicados na Bielorrússia nas décadas de 1920 e 1930, nada menos que 440-460 (80%) se tornaram vítimas da repressão soviética. Este número inclui Todar Kliashtorny, Andrej Mryj e muitos outros. Incluindo aqueles forçados a deixar a Bielorrússia, nada menos que 500 (90%) dos escritores bielorrussos publicados foram vítimas das repressões, um quarto do número total de escritores perseguidos pelo estado neste momento em toda a URSS.
Ao mesmo tempo, segundo Marakou, na Ucrânia apenas 35% a 40% dos escritores foram vítimas de repressões. Na Rússia o número ficou abaixo de 15%.

### Medicina
Um total de 1.520 médicos especialistas bielorrussos se tornaram vítimas de repressões, o que inclui cerca de 500 médicos, mais de 200 enfermeiras, quase 600 veterinários, várias centenas de familiares que foram condenados nos mesmos casos legais.

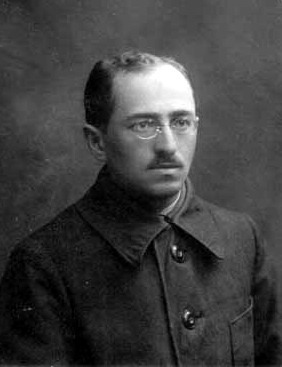
Branisłaŭ Taraškievič, executados pelos Soviéticos em 1937

## Vítimas notáveis das repressões soviéticas na Bielorrússia
- Zmicier Zhylunovich, poeta, escritor e jornalista, o primeiro líder da República Socialista Soviética da Bielorrússia, preso durante o Grande Expurgo, cometeu suicídio na prisão em 1937;
- Branisłaŭ Taraškievič, linguista, tradutor e político bielorrusso ocidental, executado em 1938;
- Vaclaw Lastowski, historiador literário,membro da Academia de Ciências da Bielorrússia, ex-primeiro ministro da República Democrática da Bielorrússia, executado em 1938
- Fabijan Abrantovich, proeminente líder religioso e cívico, morreu de tortura na prisão de Butyrka em 1946
- Adam Stankievič, padre católico romano, político democrata cristão na Bielorrússia Ocidental, morreu em um campo de concentração em 1949

## Celebrações modernas

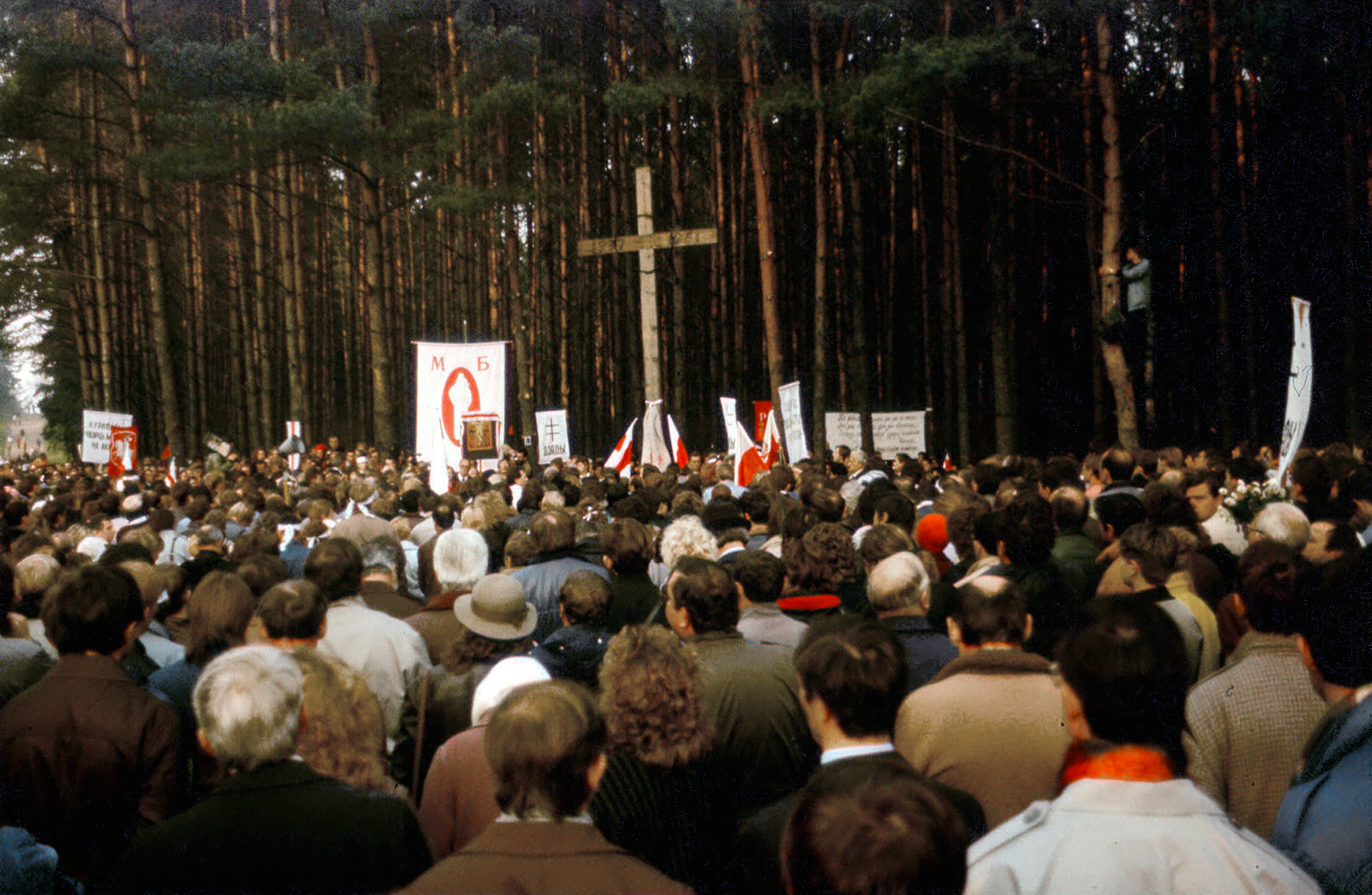
Uma reunião em Kurapaty em 1989

No final dos anos 80, um influente movimento pró-democracia e pró-independência na Bielorrússia (a Frente Popular Bielorrussa) foi inspirado em grande parte pela Perestroika e pelas descobertas de sepulturas no local da antiga execução soviética em Kurapaty, perto de Minsk.
Ao contrário dos países vizinhos, as autoridades da República da Bielorrússia, sob o comando do presidente Aleksandr Lukashenka, dão acesso limitado aos arquivos do Estado relacionados à repressão stalinista e não celebram as vítimas do comunismo em nível governamental.
A oposição democrática próxima do Partido Conservador Cristão, a Democracia Cristã Bielorrussa e o Partyja BNF celebram as vítimas do regime soviético nos dias 29 e 30 de outubro, o dia de uma execução em massa de escritores bielorrussos em 1937, e no dia da comemoração dos ancestrais tradicionais (Dziady), no início de novembro.
Em 2014 um site para o Museu Virtual da Repressão Soviética na Bielorrússia foi criado.